# Ляпин, Александр Сергеевич
Алекса́ндр Серге́евич Ля́пин (род. 1 июня 1956, Ленинград) — советский и российский музыкант, гитарист-виртуоз. В 2013 году эмигрировал в США.

## Биография
Родился 1 июня 1956 в Ленинграде. Начал заниматься музыкой, будучи учеником математической школы. Его одноклассником был Андрей (Дюша) Романов, вместе они учились и в музыкальной школе, где Ляпин обучался по классу скрипки. В 1969—1972 годах Ляпин и Романов вместе играли в школьной группе «Альтаир».
Окончив школу, Ляпин стал студентом музыкального училища им. М. Мусоргского и там, вместе с барабанщиком и коллекционером рок-музыки Дмитрием Михайловым и однокурсником басистом Юрием (Басявым) Ражевым, организовал трио «Эрмитаж», игравшее ритм-энд-блюз и хард-рок на танцах в посёлке Вартемяги под Ленинградом.
Ляпин выступал на музыкальных лекциях музыковеда Владимира Фейертага в составе группы «Ну, погоди!», исполнявшей арт-рок и джаз-фьюжн в 1974—1975 года.
В мае 1975 был призван в армию, где играл и занимался изучением аранжировки духовых музыкальных инструментов в профессиональном военном оркестре, а в увольнениях занимался ритмом с барабанщиком и теоретиком свинга Игорем Голубевым.
После демобилизации Ляпин на год с лишним присоединился к группе Голубева (позднее группа получила название «Джонатан Ливингстон»), а затем играл со своей группой «Стая» (Александр Титов — бас, Евгений Губерман — барабаны, иногда Михаил Малин — флейта).

### «Аквариум»
В конце 1970-х Ляпин играл в нескольких ВИА, гастролировал. В январе 1982 стал играть на гитаре в «Аквариуме». В репертуар группы вошло несколько его инструментальных пьес.

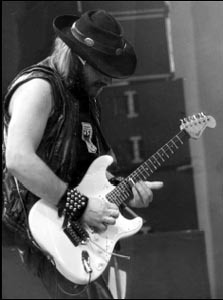
Александр Ляпин — 80-е годы XX века

### 1984—1990

#### «Теле-У»
В 1984 году собрал инструментальный проект «ТЕЛЕ-У» (название родилось из имени Тележной улицы, где когда-то жил Ляпин), который стал лауреатом II фестиваля Ленинградского рок-клуба.
В 1985—1986 Ляпин и Густов ещё несколько раз выступили под именем «ТЕЛЕ-У» с различными ритм-секциями, вторично стали лауреатами рок-клубовского фестиваля весной 1985.

#### «Мотор-Блюз»
В то же время Ляпин периодически выступал с группой «Мотор-Блюз», основанной будущим клавишником и аранжировщиком «ДДТ» Андреем Муратовым. В апреле того же года Ляпин с командой (Пётр Трощенков, Александр Титов, Николай Гусев) представили единственную программу на блюзовом фестивале в Риге под именем «Блюз-Мотор».

#### «Опыты Александра Ляпина»
Осенью 1987 Ляпин записал свою первую студийную соло-работу «Зеркало дня», после чего появился на сцене с программой в сопровождении ритм-секции «ДДТ», придумав для этой группы новое имя «Опыты Александра Ляпина» (по аналогии с «Jimi Hendrix Experience»). В 1988 «Опыты» записали свой единственный альбом «Комитет No 6». В апреле 1988 вместе с «Джунглями» трио совершило выездную сессию в Финляндию; летом Ляпин, вновь в составе «Аквариума», побывал в Канаде, где группа выступила на антиядерном фестивале в монреальском зале «Forum», а после этого вернулся к сольной карьере.

#### «ДДТ»
В 1988—1990 «Опыты» регулярно выступали в ленинградских залах, в то время как Ляпин параллельно записывался с Юрием Морозовым и играл с «ДДТ».

#### «Поп-механика»
C 1988 — постоянный участник «Поп-механики» Сергея Курёхина, с которой играл вплоть до смерти Курёхина в июле 1996.

### 1990—2001

#### «Турецкий чай»
В конце 1990 Ляпин, только что вернувшийся из продолжительной поездки по США, организовал новую группу «Турецкий чай», в которой играли виолончелист Всеволод Гаккель и барабанщик Александр Емельянов (экс-«Гёзы», «Воскресение»). Группа начала давать концерты, выступила на десятилетии Ленинградского рок-клуба (март 1991), пару раз сменила состав и распалась к лету того же года.

#### Альбомы «Анаша» и «Ностальгия по холодному пиву»
В августе 1991 на Ленинградской студии грамзаписи Юрий Морозов закончил работу над альбомом Ляпина «Анаша», в записи которого принимали участие музыканты «ДДТ», джазовый саксофонист Михаил Костюшкин и сёстры Марина и Татьяна Капуро. Альбом сразу же вышел на пластинке, а три года спустя был переиздан на компакт-диске под названием «Ностальгия по холодному пиву».

#### Работа с «ДДТ»
На протяжении 1990-х Ляпин работал с Курёхиным, участвовал в проводимых Колей Васиным и его Храмом рок-н-ролла музыкальных мероприятиях, на время вернулся к сотрудничеству с «ДДТ» в их программе «Чёрный пёс Петербург» (1992—1993) — участвовал как в записи альбома, так и в концертах. В 1994 выходил на сцену с ретро-группой «Дубы-колдуны».
С 1996 музыкант регулярно выступал на сцене «Бильярдной в стиле блюз», клуба в Дворце молодёжи. Летом 1997 Ляпин вновь вышел на сцену в составе «Аквариума» на концертах, посвящённых двадцатипятилетию группы, после чего продолжал сотрудничать с Гребенщиковым в его последующих музыкальных проектах (в частности, в сценической интерпретации материала его американского альбома «Лилит» в сезоне 1997—1998).

#### «Ну, погоди!» и ретро-программа
Начиная со второй половины 1990-х бывшие участники «Ну, погоди!» обсуждали с Ляпиным идею временного возрождения группы, однако, осуществить её им удалось только в декабре 1998, в ретро-программе «Старый рок под Новый год». При участии Ляпина группа сыграла несколько номеров из своей программы середины 1970-х. В сентябре 1999 Ляпин был специальным гостем концерта, посвящённого пятилетию группы «Pushking».

#### «Lyapin’s Blues»
Летом 2001 Ляпин организовал группу «Lyapin’s Blues», в которой с ним играли Круглов и бывший коллега по «ТЕЛЕ У» бас-гитарист Иван Ковалёв. 27 ноября «Lyapin’s Blues», состав которого на этом концерте усилил гитарист и певец Ярослав Помогайкин (экс-«Smirnoff»), стал хедлайнером дня рождения Джими Хендрикса, который отмечался в КЗ «Петербургский». На тридцатилетии «Аквариума» Ляпин вновь вышел на сцену со старыми и новыми участниками группы.

### Американские каникулы. 2002 г.
В октябре 2002 Ляпин уволился из Дворца молодёжи и вскоре уехал в США; там занимался самообразованием, давал концерты, некоторое время жил отшельником, общаясь с природой.
Стал консультантом на студии Кенни Джи, участвовал в гитарном фестивале Эрика Клэптона «CROSSROADS», давал сольные концерты в голливудском театре «Palladium», проходил в Силиконовой долине обучение высокотехнологичным методикам обработки звука, стал действительным членом американской ассоциации композиторов и исполнителей ASCAP.

### Новые проекты в Петербурге.
В Америке Ляпин прожил более двух лет, после чего вернулся в Петербург. В 2006 году получил премию журнала «Музыкант» как лучший исполнитель года.

#### Преподавание
Ляпин занимается преподавательской деятельностью. В 1998 году по личному приглашению Пола Маккартни проводил мастер-класс в Ливерпульском институте искусств «LIPA». В 2006 году Ляпин основал лицей — синтез психологии, здорового образа жизни, непосредственного обучения игры на электрической гитаре, а также исполнительского мастерства, где продолжает преподавать.

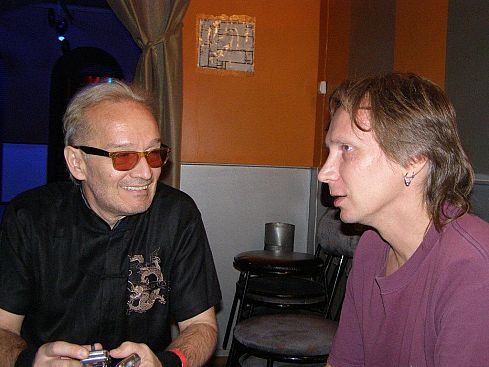
Александр Ляпин и Вадим Курылёв, концерт FEEDBACK в клубе «Порт», осень 2007

Играет в группе «FeedBack» с Вадимом Курылёвым и Михаилом Нефёдовым.